# 石の舟に乗った魔女

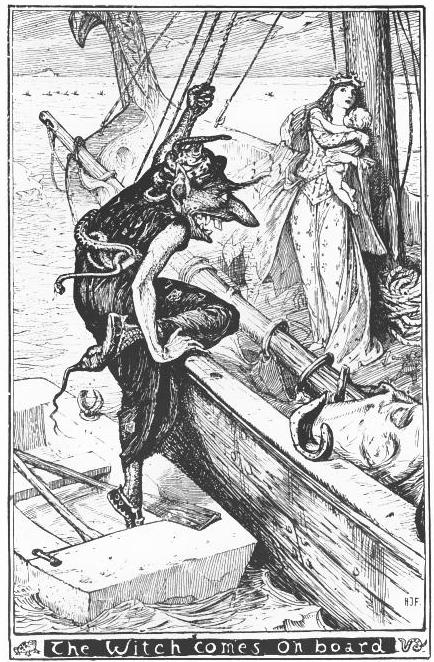
魔女が搭乗、の図。
—H・ J・フォードの挿絵、アンドルー・ラング編 "The Witch in the Stone Boat"(1894)より。

「石の舟に乗った魔女」（いしのふねにのったまじょ、アイスランド語: Skessan á steinnökkvanum、'石舟の女巨人'）は、ヨウン・アウルトナソン が収集したアイスランド民話（1864年刊行）。
アンドルー・ラング編の話集『きいろの童話集』（1894年）に所収、本編の邦訳はその重訳である。
物語の悪役は"魔女"と邦訳されているが、原題にあるskessaは、"女巨人"の意で、文中では"女トロル"とも呼ばれ、三つ頭の巨人が兄弟であるとも明かされる。この女トロルが姿をかえてシグルズル新王の王妃になりすまし、本物の王妃は幽閉されてしまう。

## 原典と訳書
アイスランドの民話（原題： Skessan á steinnökkvanum、‛石舟の女巨人’の意）は、ヨウン・アウルトナソン編『アイスランドの伝説と民話』第2巻（1862–64年）に所収される。編者のヨウン・アウルトナソンが自ら手書きした話である。
のちにドイツ訳"Die Riesin in dem Steinboote"がヨーゼフ・ポエスチオン 編『アイスランドお伽噺集』（1884年）にあらわれているが、アンドルー・ラングは、このポエスチオン編ドイツ訳から英訳したことを別の一編のアイスランド民話について明確にしている。
ラングの英訳"The Witch in the Stone Boat"は、『Yellow Fairy Book』に所収 、初版は1894年である。邦訳が『きいろの童話集』に収められている。
その他にも、アデリーネ・リッタースハウス訳"Die Riesin im Steinboot"（1902年）や、ハンス・ナウマン、イダ・ナウマン共訳の同題のドイツ訳がある。

## あらすじ
以下は原話ヨウン・アウルトナソン編「石のボートに乗った女巨人」の要約。粉川の論文にも略筋が掲載されている。邦訳「石舟の女巨人」はラングの再話よりの重訳なので、参考までにとどめる。
シグルズル王子は、父王に勧められた他国の王女に結婚を申し入れに船旅する。病弱な相手方の王は、シグルズが可能な限り長逗留して王国を補佐する条件で承知し、シグルズルは、父王が崩御するまでと期限をつけて、縁談が成立した。やがて父の訃報を聞いたシグルズルは、妻と2歳の息子をともない、母国に向けて船に乗った。
ところが帰着まであと一日というところで、海が凪いでしまい、船足が止まってしまった。シグルズルを眠気がおそい、王妃と子を甲板に残して寝てしまった。すると黒色の石の舟が漕ぎつけ、女トロル（tröllkona）が乗り移った。そして宝飾品も着物も剥ぎ取り、自分はその衣装を着て王女に変身してなりすました。肌着一枚の王妃は石の舟に乗せられ、呪文で下界の兄弟のところへ運ばれていった。
本当の母親を乗せた石の船が消えゆくと、赤児はひききりなしに泣き出し、偽の王妃はあやすことができなかった。すると王妃は甲板下にいたシグルズルの元に行き、自分たちを放置にしたと厳しく叱責した。そのように声を荒げるなどいまだかつてなかったことである。しかし王子は良い意味に受け取り、疑うことをしなかった。

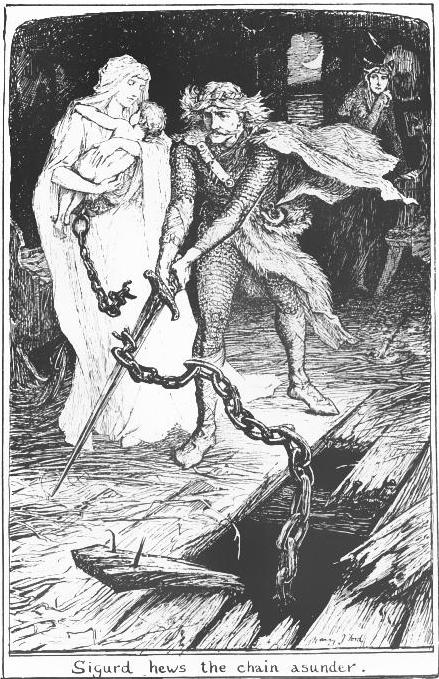
シグルズルが鎖を断ち切る、の図。― H・ J・フォードの挿絵。

シグルズルは正式に王位を継ぐ。物静かだった赤児は、泣き止まぬので乳母（養母 fostrá）をあてがわれた。偽王妃は、性格も怒りっぽく、なにかにつけて言い争い勝ちだった。
しかしその化けの皮がはがれるときが到来する。二人の将棋好き（正しくはタフル好き）な宮仕えの青年たちが、王妃室の隣部屋で手合わせ中に、壁の隙間から偽王妃の様子を見てしまった。偽王妃は、「小さくあくびすると可愛い小娘に、半あくびをすると半トロル（halftröll）に、めいっぱいあくびするといっぱしのトロルに」などとつぶやき、その間にもあくびをして、醜い女トロルの姿に逆戻りした。 そして床下から女トロルの兄弟の三つ頭の巨人（þríhöfðaður þussi)が現れ、餌槽いっぱいに肉を持ってくると、女はそれを一気にむさぼり食った。
すると今度は乳母が、本物の王妃の姿を目にする。明かりをつけると、床板が何枚かもちあがり、 麻衣（白衣の）不思議な女性が現れた。腰回りの鉄のベルトから、つながれた鎖が地下に続いていた。女性は我が子をしばし抱き上げると、やがて床下に戻っていった。二度目の夜、女性はまた現れ、「ふたつ去って、残りひとつ」と言うのを聞きとがめた乳母は、おそらく三日目の夜に現れるのが最後、という意味と考え、王に報告した。その次の晩、シグルズル王は乳母の部屋で剣を片手に待機していた。現れた女性はまぎれもなく妻だった。鎖を断ち切ると、地底から城をも揺るがす轟音が鳴り響いた。本物の王妃は、身の上に起きた出来事を語り始めた。三つ頭の巨人は、結婚（原典では巨人と寝ること）を迫っていたが、ついに彼女は、息子に三晩だけ会えることを条件に承諾したのだった、巨人から自由になれる望みをかけて。巨人は墜落死を遂げたに違いない。
そして本物の王妃は返り咲き、偽王妃はとらえられ、頭から袋をかぶせられて石打ちで処刑されたうえ、二頭の荒馬で牽かれて死体を八つ裂きにされた。

## 解説
原題にある石舟に乗った"スケッサ（アイスランド語: skessa）"は、"女巨人"と定義され、文中では"女トロル"（tröll-kona）とも呼ばれている。女の兄は男性の巨人（tuss）だが、この tuss とトロル（tröll）を区別することは困難である（サガなどでとっかえひっかえに同義語として使われる）と指摘される。同様に、粉川光葉のトロル論でも、原文が（altröll）としていても、トロルと直訳せずに「一人前の女巨人」と意訳するのがみえる。

### 話型
このアイスランド民話は、ATUタイプ462型"流浪の王妃たちとオーガ王妃"の亜種に分類されており、『ペンタメローネ』の第４日第5話「竜」と同型である。粉川は、グリム童話『白い花嫁と黒い花嫁』（ATU 403A型）の類話とする。

### 構造主義的な解析
粉川は、この話が、老いから若きへの世代交代という昔話の典型パターンを踏んでおり、構造主義でいう「欠如とその充足」の機能だとしている。

## 再話

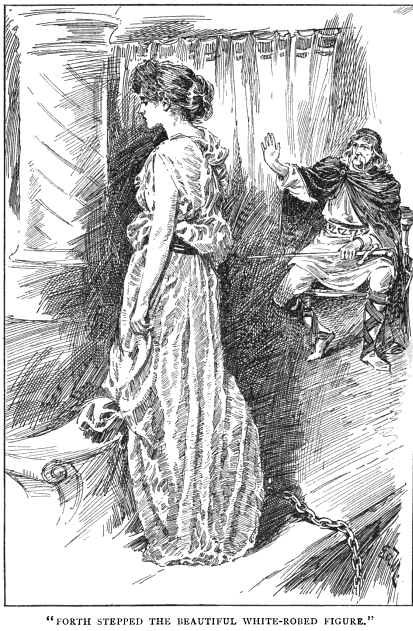
‘白衣の女性。
—E・A・メイソンの挿絵。ホールの再話"The Giantess and the Granite Boat"より (1897年)より。

アンガス・W・ホール夫人による脚色された再話、"The Giantess and the Granite Boat"（1897年）がある。ここではシグルズルの王妃に「ヘルガ」という名、義父に「苛烈王」（"Hardrada"）という綽名がつけられており、乳児は「クヌート」である。